# Эффект Фарадея

Оптический изолятор — прибор, использующий вращение плоскости поляризации света за счет эффекта Фарадея

Эффект Фарадея (продольный магнитооптический эффект Фарадея) — магнитооптический эффект, который заключается в том, что при распространении линейно-поляризованного света через оптически неактивное вещество, находящееся в магнитном поле, наблюдается вращение плоскости поляризации света. Теоретически, эффект Фарадея может проявляться и в вакууме в магнитных полях порядка 1011—1012 Гс.

## Феноменологическое объяснение
Проходящее через изотропную среду линейно поляризованное излучение всегда может быть представлено как суперпозиция двух право- и левополяризованных волн с противоположным направлением вращения. Во внешнем магнитном поле показатели преломления для циркулярно право- и левополяризованного света становятся различными ({\displaystyle n_{+}} и {\displaystyle n_{-}}). Вследствие этого, при прохождении через среду (вдоль силовых линий магнитного поля) линейно поляризованного излучения его циркулярно лево- и правополяризованные составляющие распространяются с разными фазовыми скоростями, приобретая разность хода, линейно зависящую от оптической длины пути. В результате плоскость поляризации линейно поляризованного монохроматического света с длиной волны {\displaystyle \lambda }, прошедшего в среде путь {\displaystyle l}, поворачивается на угол
{\displaystyle \Theta ={\frac {\pi l(n_{+}-n_{-})}{\lambda }}}.
В области не очень сильных магнитных полей разность {\displaystyle n_{+}-n_{-}} линейно зависит от напряжённости магнитного поля и в общем виде угол фарадеевского вращения описывается соотношением
{\displaystyle \ \Theta =\nu Hl},
где {\displaystyle \nu } — постоянная Верде, коэффициент пропорциональности, который зависит от свойств вещества, длины волны излучения и температуры.

## Элементарное объяснение
Эффект Фарадея тесно связан с эффектом Зеемана, заключающимся в расщеплении уровней энергии атомов в магнитном поле. При этом переходы между расщеплёнными уровнями происходят с испусканием фотонов правой и левой поляризации, что приводит к различным показателям преломления и коэффициентам поглощения для волн различной поляризации. Грубо говоря, различие скоростей различно поляризованных волн обусловлено различием длин волн поглощаемого и переизлучаемого фотонов.
Строгое описание эффекта Фарадея проводится в рамках квантовой механики.

## Применение эффекта
Нет другого такого физического эффекта, который бы применялся в столь далёких друг от друга областях науки и техники, как эффект, открытый Фарадеем в 1845 году. Спектр его применения поражает: от техники СВЧ до информатики и физики полупроводников. Используется в лазерных гироскопах, лазерной измерительной технике, лазерных передатчиках в системах связи как элемент защитного оптического изолятора. Кроме того, эффект применяется при создании ферритовых СВЧ-устройств. В частности, эффект Фарадея лежит в основе работы циркуляторов СВЧ- и оптического диапазона.

## История
Данный эффект был обнаружен М. Фарадеем в 1845 году.
Первоначальное объяснение эффекта Фарадея дал Д. Максвелл в своей работе «Избранные сочинения по теории электромагнитного поля», где он рассматривает вращательную природу магнетизма. Опираясь в том числе на работы Кельвина, который подчеркивал, что причиной магнитного действия на свет должно быть реальное (а не воображаемое) вращение в магнитном поле, Максвелл рассматривает намагниченную среду как совокупность «молекулярных магнитных вихрей». Теория, считающая электрические токи линейными, а магнитные силы вращательными явлениями, согласуется в этом смысле с теориями Ампера и Вебера. Исследование, проведённое Д. К. Максвеллом, приводит к заключению, что единственное действие, которое вращение вихрей оказывает на свет, состоит в том, что плоскость поляризации начинает вращаться в том же направлении, что и вихри, на угол, пропорциональный:
- толщине вещества,
- составляющей магнитной силы, параллельной лучу,
- показателю преломления луча,
- обратно пропорциональный квадрату длины волны в воздухе,
- среднему радиусу магнитных вихрей,
- ёмкости магнитной индукции (магнитной проницаемости).

Все положения «теории молекулярных вихрей» Д. Максвелл доказывает математически строго, подразумевая, что все явления природы в глубинной сути своей аналогичны и действуют похожим образом.
Многие положения данной работы были впоследствии забыты или не поняты (например, Герцем), однако известные на сегодняшний день уравнения для электромагнитного поля выведены были Д. Максвеллом из логических посылок указанной теории.
Австрийский физик-теоретик Л. Больцман в примечаниях к работе Д. Максвелла отзывался следующим образом:

Я мог бы сказать, что последователи Максвелла в этих уравнениях, пожалуй, ничего кроме букв не переменили… Результаты переведенного здесь цикла работ, следовательно, должны быть причислены к важнейшим достижениям физической теории"

## Источник
- Фарадея эффект. Физическая энциклопедия. т.5. стр. 275
- Верхозин А.Н., Магнитооптика вчера и сегодня